# FR8
O FR 7 e FR 8 são fuzis de ação de ferrolho adotados pela Espanha na década de 1950. O "FR" significa Fusil Reformado em Espanhol ("Fuzil Reformado" em Português).
O FR 7 é uma variante da "M93 Mauser Espanhol" de ação por ferrolho enquanto o FR 8 é baseado na "Mauser System 98" de ação por ferrolho. Devido ao seu peso leve, cano curto e o calibre usados,
o recuo e o clarão do cano são relativamente pesados.

## Imagens

Mauser K98 - FR 8 espanhol
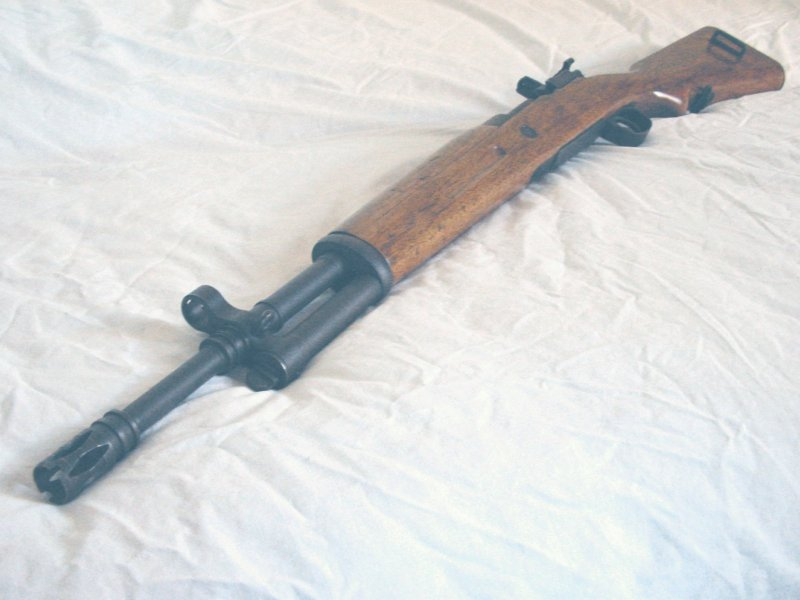
FR 8 - La Coruña
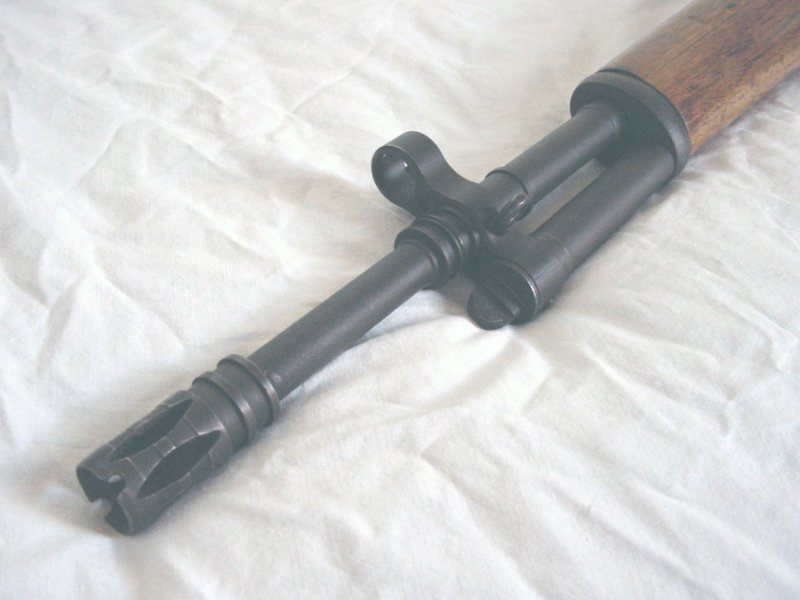
FR 8 - La Coruña
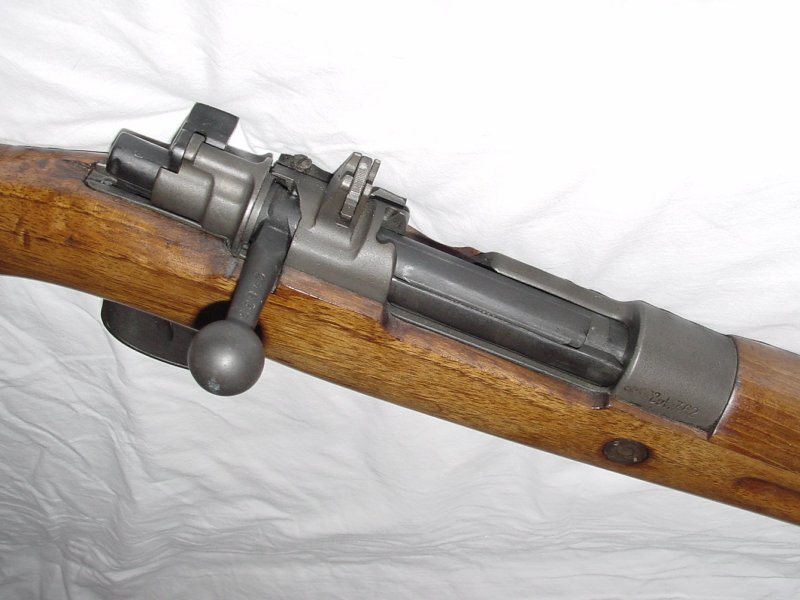
FR 8 - La Coruña
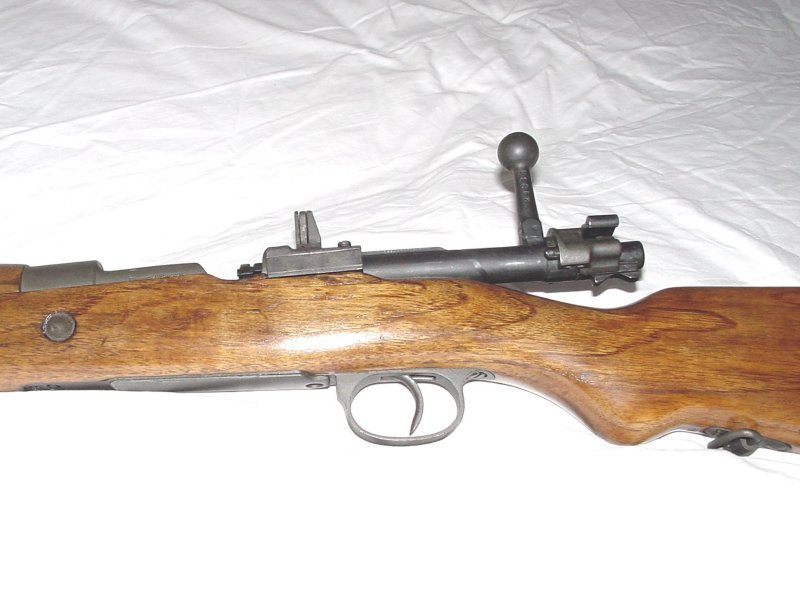
FR 8 - La Coruña
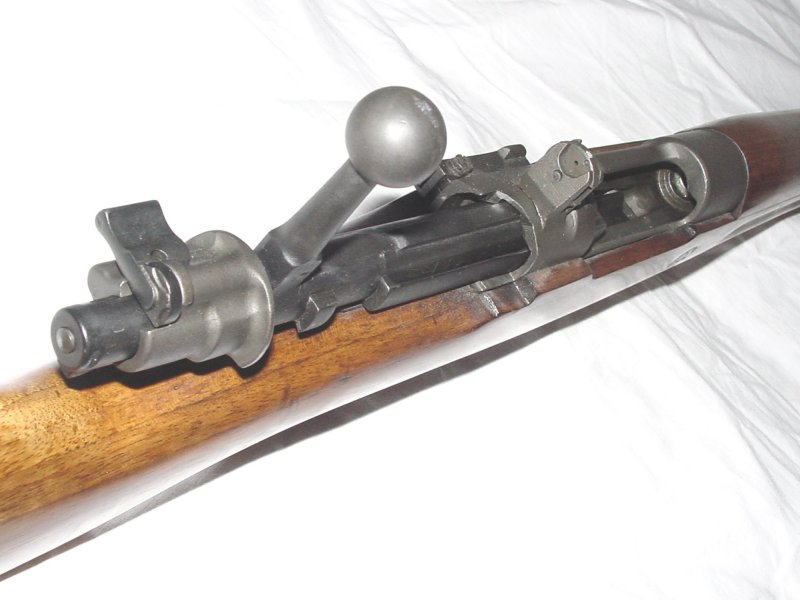
FR 8 - La Coruña
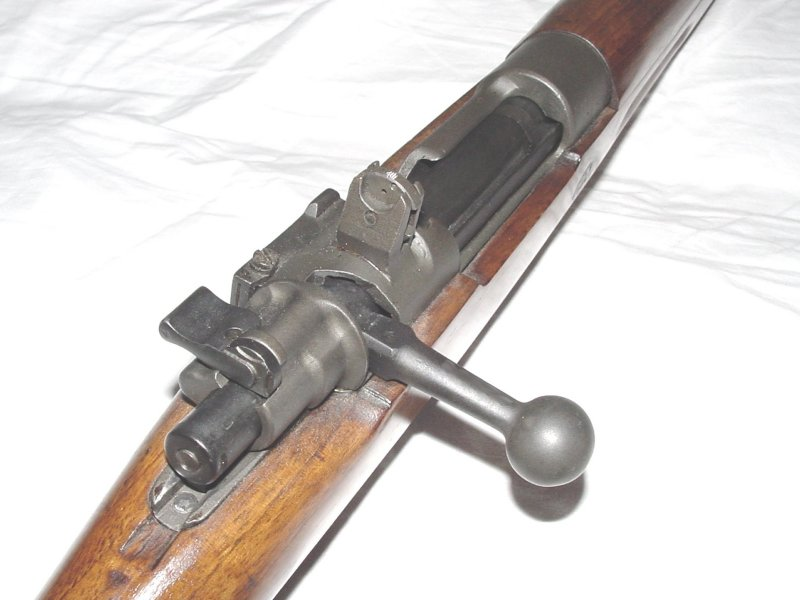
FR 8 - La Coruña
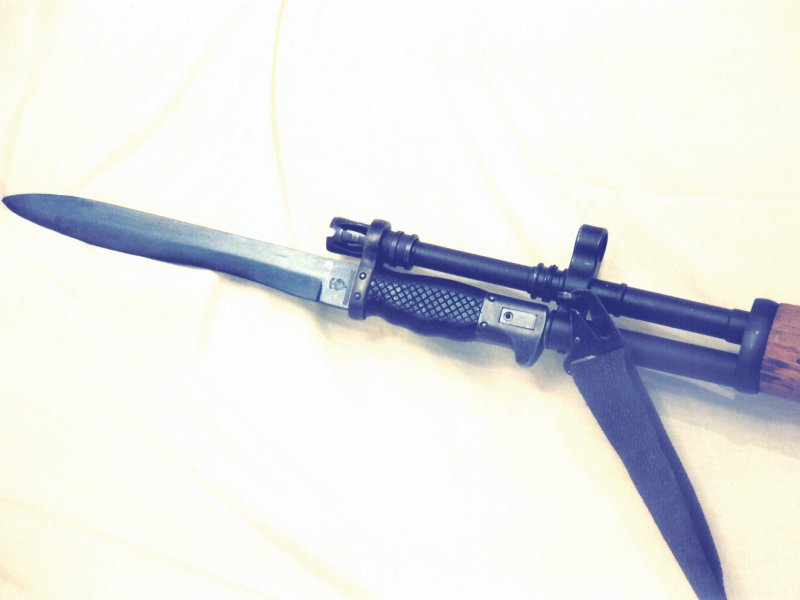
FR 8 - La Coruña
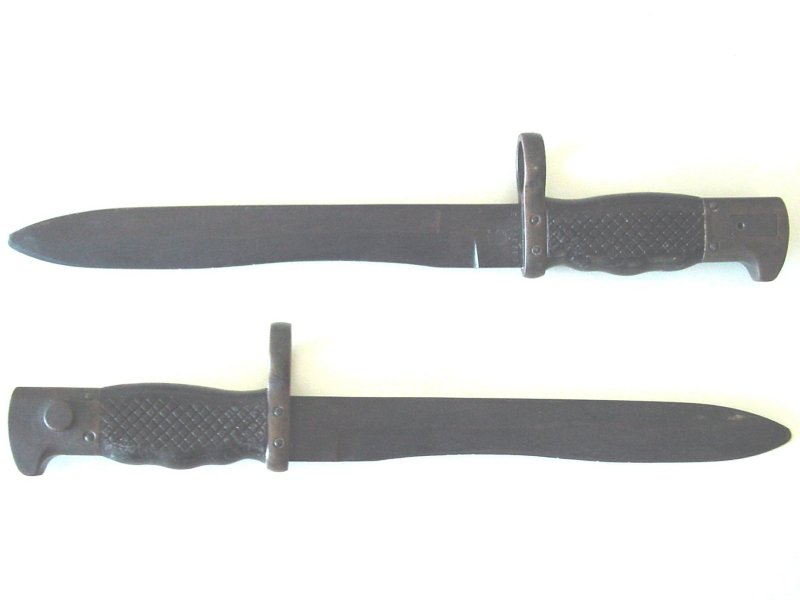
Bayonet FR 8 - La Coruña